# Domitia (cràter)
Domitia és un cràter amb coordenades planetocèntriques de 41.32 ° de latitud nord i 342.64 ° de longitud est, sobre la superfície de l'asteroide del cinturó principal (4) Vesta. Fa 32.99 de diàmetre. El nom fa referència a una verge vestal romana, i va ser adoptat com a oficial per la UAI el 30 de setembre de 2011.